# Liparetrus gilvus
Liparetrus gilvus är en skalbaggsart som beskrevs av Britton 1980. Liparetrus gilvus ingår i släktet Liparetrus och familjen Melolonthidae. Inga underarter finns listade i Catalogue of Life.